# Empresa júnior
Empresa júnior é uma associação civil sem fins lucrativos e com fins educacionais formada exclusivamente por alunos do ensino superior ou técnico.

## Características
As empresas juniores são constituídas pela união de alunos matriculados em cursos de graduação em instituições de ensino superior, organizados em uma associação civil com o intuito de realizar projetos e serviços que contribuam para o desenvolvimento do país e de formar profissionais capacitados e comprometidos com esse objetivo.
O objetivo primeiro das empresas juniores é desenvolver pessoal e profissionalmente os seus membros por meio da vivência empresarial, realizando projetos e serviços na área de atuação do(s) curso(s) de graduação ao(s) qual(is) a empresa júnior for vinculada. Por esse objetivo entende-se fomentar o crescimento pessoal e profissional do aluno membro, por meio do oferecimento de serviços de qualidade e a baixo custo ao mercado. Dessa forma, além de atingir seu próprio objetivo, as EJs contribuem para o desenvolvimento do empreendedorismo em sua região. Em alta escala, o Movimento das Empresas Juniores (MEJ) contribui com uma importante parcela no desenvolvimento empresarial e econômico do país.
As EJ's se enquadram no terceiro setor da economia, pois estão enquadrados no setor privado (portanto não são do primeiro Setor) e não têm por fim último o lucro (excluindo-se do segundo Setor). Dessa forma, acabam por ter reduzidos custos operacionais e de tributação, podendo oferecer serviços de qualidade a um custo baixo. As EJ's atendem principalmente o mercado das micro e pequenas empresas, que costumeiramente não tem acesso a consultoria sênior quando enfrentam grandes dificuldades de gestão. A fim de garantir um excelente resultado, todo o trabalho executado pode ter o acompanhamento e a orientação de um professor da respectiva área do conhecimento.
Ex-alunos que passaram por empresas juniores contam com diferencial de conhecer o mercado ainda dentro da Graduação, ter experiência de trabalho, conhecer a prática empreendedora e desenvolvimento de suas habilidades empresariais. [carece de fontes?]

## História
Em 1967, alunos da L’École Supérieure des Sciences Economiques et Commerciales (ESSEC), em Paris, sentiram a necessidade de ter conhecimento das ferramentas utilizadas no mercado em que eles trabalhariam num futuro próximo. Assim, foi fundada a Junior ESSEC Conseil, uma associação de estudantes que colocaria em prática os conhecimentos acadêmicos com clientes do mercado.. O conceito depois se espalhou entre as escolas de engenharia e administração da França, em seguida pelas escolas de comunicação, agronomia e outras universidades. Em 1969 foi criada a primeira confederação, a Confederação Francesa de Empresas Juniores que já reunia mais de 20 empresas na época. No Brasil há mais de 700 empresas juniores, contando com mais de 22.000 empresários em todas as regiões do país.

## Empresas juniores em Portugal
Em 1990 foi fundada a primeira Júnior Empresa portuguesa, no entanto, apenas em 2012 foram preenchidos os requisitos necessários para a fundação da JADE Portugal – atual JE Portugal. Esta associação funciona como entidade reguladora das Júnior Empresas portuguesas, garantindo a sua evolução contínua, encorajando a a expansão de novas, e representar o Movimento Júnior Português em Portugal, na Europa e no Mundo. 
Atualmente existem 28 Júnior Empresas e 18 Júnior Iniciativas em Portugal.

## Empresas juniores no Brasil
No Brasil é regulamentado através da Lei 13.267/2016.